# U 33 (U-Boot, 2006)
U 33 ist ein U-Boot der Deutschen Marine vom Typ 212A.

## Geschichte
Als drittes von vier Booten des ersten Bauloses der U-Boot-Klasse 212A wurde U 33 bei HDW in Kiel gebaut. Die Indienststellung erfolgte am 13. Juni 2006; es gehört zum 1. Ubootgeschwader mit Heimathafen Eckernförde. Erstmals in seinen späteren Heimathafen lief U 33 am 7. Oktober 2005, unter Kapitänleutnant Kai Brand ein.
Der erste Einsatz führte das U-Boot am 30. Juli 2007 ins Mittelmeer. Dort nahm es an der Operation Active Endeavour zur Bekämpfung des internationalen Terrorismus teil.
Am 29. Mai 2008 unternahm das U-Boot in der Ostsee einen Raketentest. Erstmals wurde dabei erfolgreich der neuentwickelte Lenkflugkörper IDAS unter Wasser aus einem Torpedorohr verschossen und traf ein simuliertes Ziel in der Luft.
Im Juni 2023 besichtigte der Bundespräsident im Rahmen des Programms „Ortszeit Eckernförde“ das U-Boot.

## Kommandanten
| Dienstgrad       | Name             |
| ---------------- | ---------------- |
| Korvettenkapitän | Kai Brand        |
| Korvettenkapitän | Oliver Marr      |
| Korvettenkapitän | Stefan Mayer     |
| Korvettenkapitän | Johannes Nestler |

## Patenschaft
Die Patenschaft für das U-Boot übernahm die thüringische Stadt Gotha. Die Taufe erfolgte durch Jutta Doenitz, Ehefrau des damaligen Oberbürgermeisters Volker Doenitz.